# Oldofredi

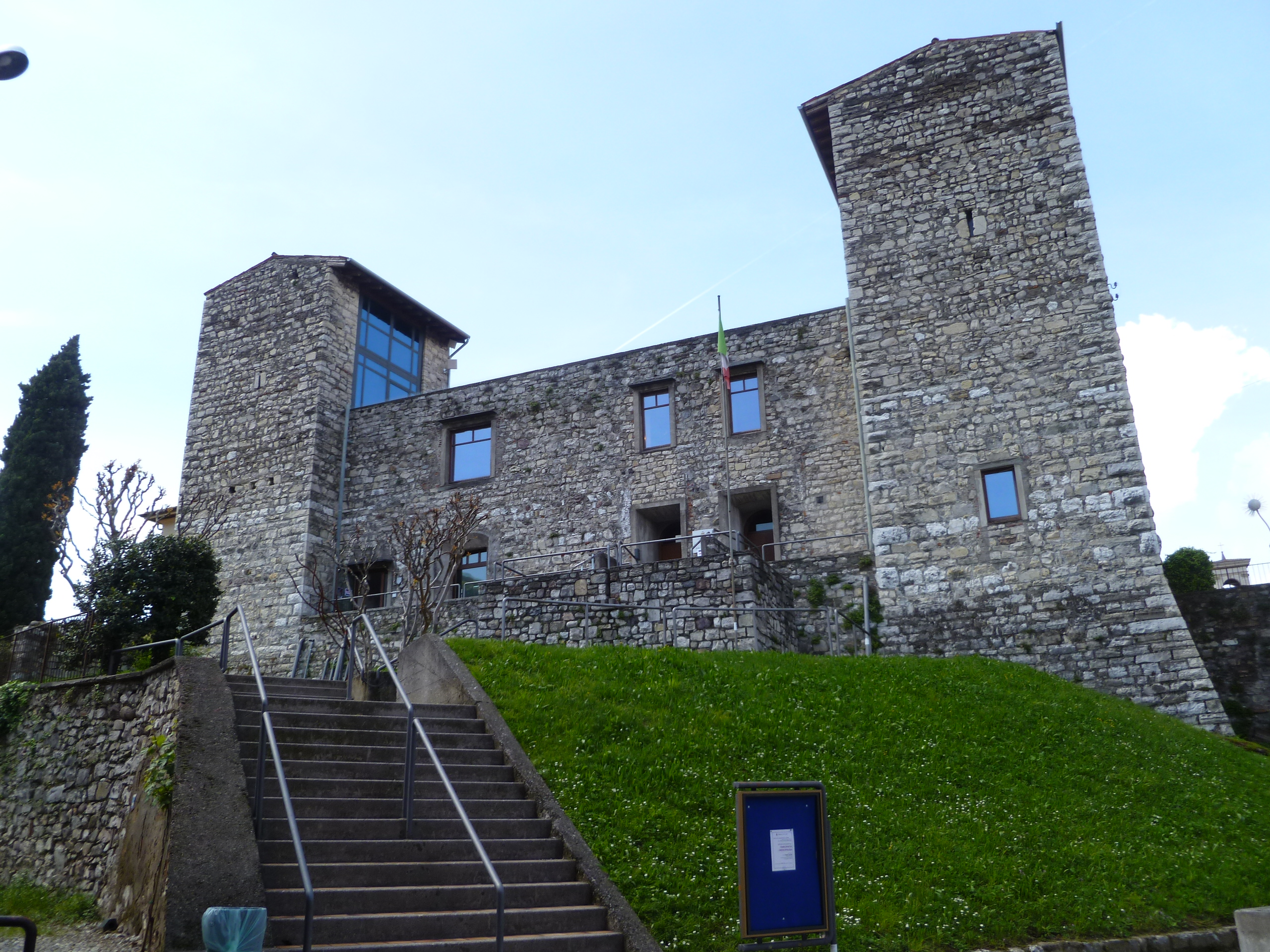
Iseo, castello Oldofredi

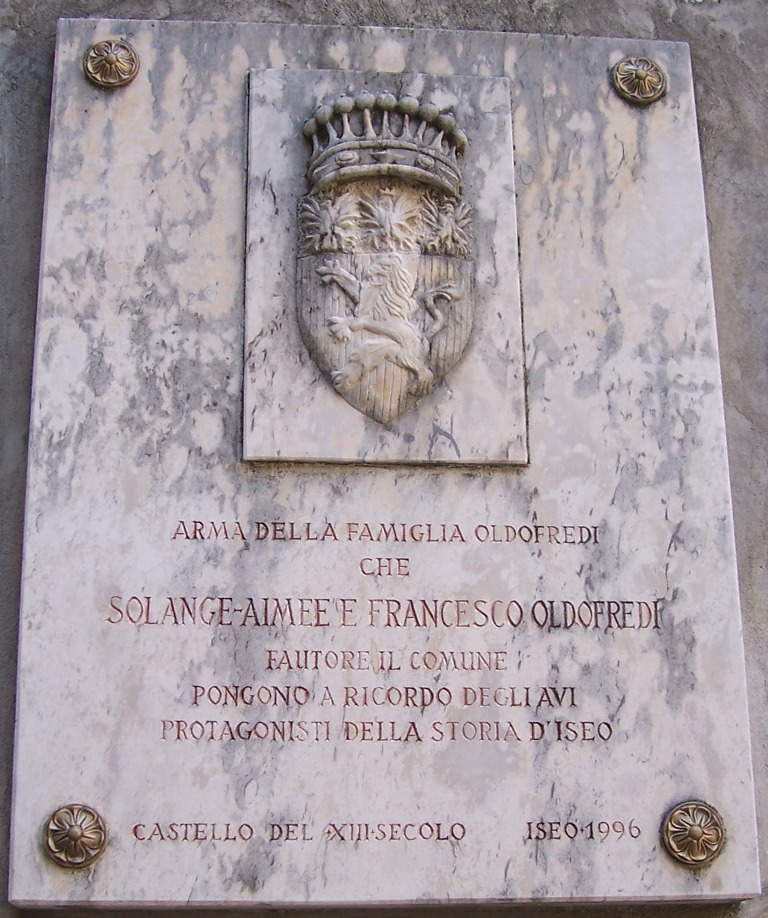
Lo stemma degli Oldofredi a Iseo

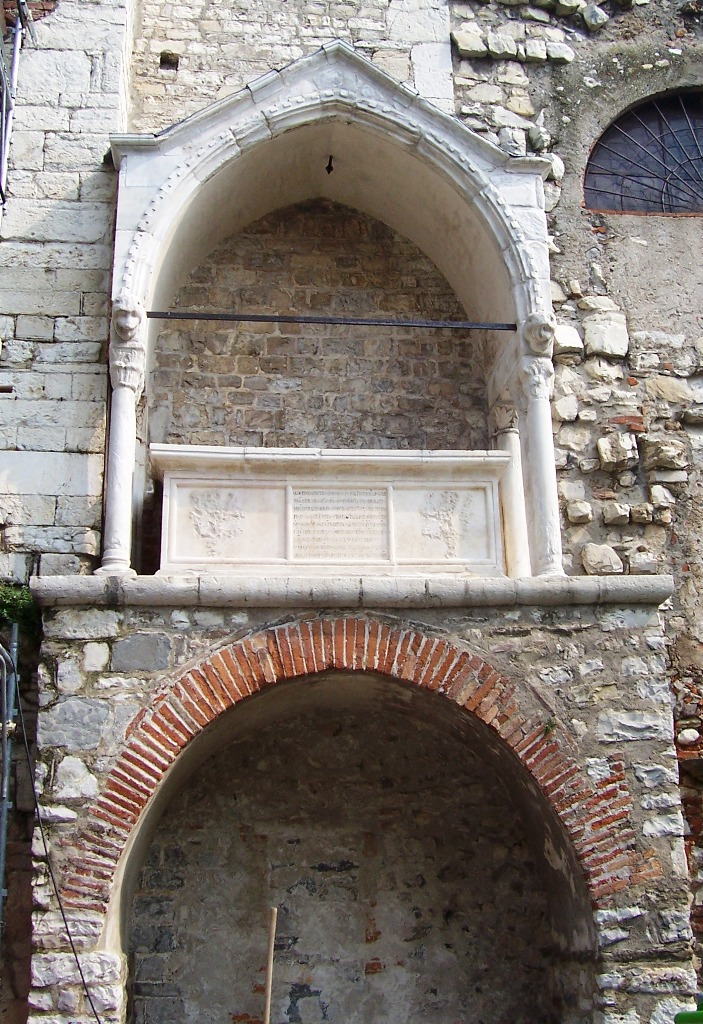
Il mausoleo di Giacomo Oldofredi presso la Pieve di sant'Andrea a Iseo.

Gli Oldofredi furono una nobile famiglia bresciana, imparentata con Pandolfo III Malatesta, originaria di Manerbio. Nel XIII secolo acquisì forza e fortuna nella zona della Franciacorta e del lago d'Iseo, dove possedeva anche un castello a Peschiera Maraglio sull'isola di Montisola, e da dove le derivò il titolo di da Ysé o Isei. Furono ghibellini e filomilanesi, strenuamente avversi a Venezia.
Fondatore della famiglia fu probabilmente Oldofredo (?-1212), feudatario del castello di Chiari.

## Stemma
Di rosso al leone rampante, d'argento, alias: di rosso, al leone rampante di oro linguato di rosso ed armato di nero; col capo d'oro a tre aquile di nero coronate del campo poste in fascia.

## Personaggi e storia
Secondo Gabriele Rosa nel 1426, dopo che il Carmagnola conquistò Iseo per la Repubblica di Venezia, il potere locale venne dato al Comune di Iseo e gli Oldofredi, banditi, se ne andarono a Cesena dove vantarono il titolo di conti Isei. Nondimeno, nel 1497 ospitarono Caterina Cornaro, regina di Cipro e sorella del podestà di Brescia, nel loro castello di Peschiera Maraglio.
Nel 1846 lo scrittore Costanzo Ferrari scrisse un romanzo storico Tiburga Oldofredi - Scene storiche del secolo XIII ambientato nel XIII secolo con protagoniste due sorelle Oldofredi: Tiburga e Imelda.
Durante il Risorgimento un loro discendente, Ercole Oldofredi Tadini, partecipò alle vicende del processo di unificazione dell'Italia, prima nel Regno Lombardo-Veneto e poi in quelli di Sardegna e d'Italia.

## Titoli
Fregiati "ab immemorabili" del titolo di Conte, gli Oldofredi vantano inoltre il possesso del titolo marchionale più antico del territorio bresciano, vale a dire "Marchese di Iseo e della riviera", titolo concesso nel 1415 a Giacomo II detto il «Novello» dall'Imperatore Sigismondo.

## Personaggi illustri
- Giacomo (XII secolo), figlio di Oldofredo, politico
- Giacomo III (Yacobus) (1251-1325), signore di Iseo e della Franciacorta, podestà di Milano e uomo d'arme al servizio dei Visconti;
- Oldofredo, morto nel 1348, uomo d'arme e podestà in diverse città della Lombardia;
- Giovanni, che nel 1378, con il supporto dei ghibellini camuni, distrusse Clusone, Roccafino e Cerete;[13]
- Giacomino, morto intorno al 1440, familiare di Filippo Maria Visconti e suo ambasciatore presso l'imperatore Sigismondo, insignito nel 1415, con il fratello Giovanni, del titolo marchionale d'Iseo e della sua riviera.[14]
- Ercole Oldofredi Tadini (Brescia, 1810 – Calcio, 1877), senatore del Regno d'Italia.

## Dimore
- Villa Oldofredi Tadini, Cuneo
- Castello Oldofredi, Iseo
- Castello Oldofredi, Peschiera Maraglio[15]
- Villa Secco Oldofredi Tadini, Calcio (Bg)